# Rio Cracul Comarnic
O Rio Cracul Comarnic é um rio da Romênia, afluente do Nechitu, localizado no distrito de Neamţ.